# José Figueres Ferrer
José María Hipólito Figueres Ferrer (25. september 1906 – 8. juni 1990) var Costa Ricas præsident i tre perioder: 1948-49, 1953-58 og 1970-74.
Under hans første embedsperiode afskaffede han landets militær, nationaliserede dets banksektor og gav stemmeret til kvinder og sorte.